# A K-On! epizódjainak listája
Ez a lista a K-On! című animesorozat epizódjainak felsorolását tartalmazza.

## K-On! (2009)
| #          | Epizód címe                                        | Első japán sugárzás |
| ---------- | -------------------------------------------------- | ------------------- |
| 1          | Haibu! (廃部!; Hepburn: Haibu!)                    | 2009. április 3.    |
| 2          | Gakki! (楽器!; Hepburn: Gakki!)                    | 2009. április 10.   |
| 3          | Tokkun! (特訓!; Hepburn: Tokkun!)                  | 2009. április 17.   |
| 4          | Gassuku! (合宿!; Hepburn: Gasshuku!)               | 2009. április 23.   |
| 5          | Komon! (顧問!; Hepburn: Komon!)                    | 2009. május 1.      |
| 6          | Gakuenszai! (学園祭!; Hepburn: Gakuensai!)         | 2009. május 7.      |
| 7          | Kuriszumaszu! (クリスマス!; Hepburn: Kurisumasu!)  | 2009. május 14.     |
| 8          | Sinkan! (新歓!; Hepburn: Shinkan!)                 | 2009. május 21.     |
| 9          | Sinnjú Buin! (新入部員!; Hepburn: Shinnyū Buin!)   | 2009. május 28.     |
| 10         | Mata Gassuku! (また合宿!; Hepburn: Mata Gasshuku!) | 2009. június 4.     |
| 11         | Pincsi! (ピンチ!; Hepburn: Pinchi!)                | 2009. június 11.    |
| 12         | Keion! (軽音!; Hepburn: Keion!)                    | 2009. június 18.    |
| 13 (extra) | Fuju no Hi! (冬の日!; Hepburn: Fuyu no Hi!)        | 2009. június 25.    |

## Ura-On! (2009)
| # | Epizód címe                                                                                             | Első japán sugárzás  |
| - | --- | -------------------- |
| 1 | Jui no Ki ni Naru Sirízu (唯の気になるシリーズ; Hepburn: Yui no Ki ni Naru Shirīzu)                     | 2009. július 29.     |
| 2 | Ritcsan no Totcsau zo Sirízu (りっちゃんのとっちゃうぞシリーズ; Hepburn: Ritchan no Totchau zo Shirīzu) | 2009. augusztus 19.  |
| 3 | Mio no O-pancu (みおのおパンツ; Hepburn: Mio no O-pantsu)                                               | 2009. szeptember 16. |
| 4 | Csibi Jui-csan (ちびゆいちゃん; Hepburn: Chibi Yui-chan)                                                | 2009. október 21.    |
| 5 | Keionbu no Mudzsintó Sirízu (けいおんぶの無人島シリーズ; Hepburn: Keionbu no Mujintō Shirīzu)           | 2009. november 18.   |
| 6 | Dóbucu Sirízu (どうぶつシリーズ; Hepburn: Dōbutsu Shirīzu)                                              | 2009. december 16.   |
| 7 | Fuju...no Maki (冬…の巻; Hepburn: Fuyu...no Maki)                                                       | 2010. január 20.     |

## K-On!! (2010)
| #          | Epizód címe                                                            | Első japán sugárzás  |
| ---------- | ---------------------------------------------------------------------- | -------------------- |
| 1          | Kó Szan! (高3!; Hepburn: Kō San!)                                      | 2010. április 6.     |
| 2          | Szeiton! (整頓!; Hepburn: Seiton!)                                     | 2010. április 13.    |
| 3          | Doramá! (ドラマー!; Hepburn: Doramā!)                                  | 2010. április 20.    |
| 4          | Súgaku Rjokó! (修学旅行!; Hepburn: Shūgaku Ryokō!)                     | 2010. április 27.    |
| 5          | Oruszuban! (お留守番!; Hepburn: Orusuban!)                             | 2010. május 4.       |
| 6          | Cuju! (梅雨!; Hepburn: Tsuyu!)                                         | 2010. május 11.      |
| 7          | Ocsakai! (お茶会!; Hepburn: Ochakai!)                                  | 2010. május 18.      |
| 8          | Sinro! (進路!; Hepburn: Shinro!)                                       | 2010. május 25.      |
| 9          | Kimacu Siken! (期末試験!; Hepburn: Kimatsu Shiken!)                    | 2010. június 1.      |
| 10         | Szenszei! (先生!; Hepburn: Sensei!)                                    | 2010. június 8.      |
| 11         | Acui! (暑い!; Hepburn: Atsui!)                                         | 2010. június 15.     |
| 12         | Nacu Feszu! (夏フェス!; Hepburn: Natsu Fesu!)                          | 2010. június 22.     |
| 13         | Zanso Mimai! (残暑見舞い!; Hepburn: Zansho Mimai!)                     | 2010. június 29.     |
| 14         | Kaki Kósú! (夏期講習!; Hepburn: Kaki Kōshū!)                           | 2010. július 6.      |
| 15         | Maraszon Taikai! (マラソン大会!; Hepburn: Marason Taikai!)             | 2010. július 13.     |
| 16         | Szenpai! (先輩!; Hepburn: Senpai!)                                     | 2010. július 20.     |
| 17         | Busicu ga Nai! (部室がない!; Hepburn: Bushitsu ga Nai!)                | 2010. július 27.     |
| 18         | Sujaku! (主役!; Hepburn: Shuyaku!)                                     | 2010. augusztus 3.   |
| 19         | Romi Dzsuri! (ロミジュリ!; Hepburn: Romi Juri!)                        | 2010. augusztus 10.  |
| 20         | Mata Mata Gakuenszai! (またまた学園祭!; Hepburn: Mata Mata Gakuensai!) | 2010. augusztus 17.  |
| 21         | Szocugjó Arubamu! (卒業アルバム!; Hepburn: Sotsugyō Arubamu!)          | 2010. augusztus 24.  |
| 22         | Dzsuken! (受験!; Hepburn: Juken!)                                      | 2010. augusztus 31.  |
| 23         | Hókago! (放課後!; Hepburn: Hōkago!)                                    | 2010. szeptember 7.  |
| 24         | Szocugjósiki! (卒業式!; Hepburn: Sotsugyōshiki!)                       | 2010. szeptember 14. |
| 25 (extra) | Kikaku Kaigi! (企画会議!; Hepburn: Kikaku Kaigi!)                      | 2010. szeptember 21. |
| 26 (extra) | Hómon! (訪問!; Hepburn: Hōmon!)                                        | 2010. szeptember 28. |

## Ura-On!! (2010)
| # | Epizód címe | Első japán sugárzás  |
| - | --- | -------------------- |
| 1 | Minna de Uranai (みんなで占い; Hepburn: Minna de Uranai)                                                                           | 2010. július 30.     |
| 2 | Omijage Banasi (おみやげ話; Hepburn: Omiyage Banashi)                                                                              | 2010. augusztus 18.  |
| 3 | Kjódai Hosii (きょうだいほしい; Hepburn: Kyōdai Hoshii)                                                                            | 2010. szeptember 15. |
| 4 | Kodomo no Koro no Jume (子どものコロのゆめ; Hepburn: Kodomo no Koro no Yume)                                                       | 2010. október 20.    |
| 5 | MC Guran Puri (MCグランプリ; Hepburn: MC Guran Puri)                                                                               | 2010. november 17.   |
| 6 | Ura-On! Szanpun Kukkingu (うらおん! 3分クッキング; Hepburn: Ura-On! Sanpun Kukkingu)                                               | 2010. december 15.   |
| 7 | Szakuragaoka Kageki Dan (桜が丘かげき団; Hepburn: Sakuragaoka Kageki Dan)                                                          | 2011. január 19.     |
| 8 | Mukasibanasi (むかしばなし; Hepburn: Mukashibanashi)                                                                               | 2011. február 16.    |
| 9 | Otaszuke! Jui-csanman / Keionbu Rappu (おたすけ! ゆいちゃんマン / けいおんぶラップ; Hepburn: Otasuke! Yui-chanman / Keionbu Rappu) | 2011. március 16.    |

## OVA
| #            | Epizód címe                                          | Első japán sugárzás |
| ------------ | ---------------------------------------------------- | ------------------- |
| Összefoglaló | Raibu! (ライブ!; Hepburn: Raibu!)                    | 2009. július 25.    |
| OVA 1        | Raibu Hauszu! (ライブハウス!; Hepburn: Raibu Hausu!) | 2010. január 20.    |
| OVA 2        | Keikaku! (計画!; Hepburn: Keikaku!)                  | 2011. március 16.   |

## Eiga Keion! (Film)
| # | Epizód címe                                        | Első japán sugárzás |
| - | -------------------------------------------------- | ------------------- |
| 1 | Eiga Keion! (映画 けいおん!; Hepburn: Eiga Keion!) | 2011. december 3.   |